# Jauali Sacaua
Jauali Sacaua (Jâwali Saqawa) foi um atabegue de Moçul de 1107 a 1109, na maioria das vezes aliado dos cruzados. Tentou aproveitar a chegada dos últimos para formar um feudo em detrimento do Império Seljúcida, mas foi derrotado.

## Vida
Em 1106, o sultão seljúcida Maomé I, insatisfeito com seu vassalo Jequermixe, atabegue de Moçul, que começou a mostrar desejos de independência e se recusou a pagar tributos, retirou Moçul dele e, em vez disso, nomeou um de seus oficiais, Jauali Sacaua. Este último entrou em campanha para conquistar a fortaleza e derrotou Jequermixe nas margens do Tigre. No entanto, os habitantes de Moçul, fiéis ao atabegue que os governou sabiamente e temendo a crueldade de Jauali, recusam-se a abrir os portões para ele e pediram ajuda de Quilije Arslã I, sultão de Rum. Jauali foi forçado a levantar o cerco e construir uma fortaleza ao redor de Raeba no Eufrates e conclui uma aliança com Raduano, emir de Alepo, contra Quilije Arslã. O confronto terminou com a morte de Quilije Arslã e a retirada dos seljúcidas de Rum, permitindo que Jauali tomasse posse de Moçul. Mas, como seus predecessores, por sua vez procurou tornar-se independente do sultão seljúcida, que o substituiu por Maudade. Tendo alienado a população de Moçul com sua crueldade, alguns pedreiros aproveitam as orações de sexta-feira para abrir os portões para Maudade, que assim tomou a cidade, forçando Jauali a fugir.
Com Moçul, obteve Balduíno II, conde de Edessa, que era prisioneiro de Jequermixe desde a Batalha de Harã. Jauali conseguiu levá-lo em sua fuga de Moçul e libertou-o em troca de uma aliança que permitia a Balduíno retomar Edessa, ocupada por Tancredo, e Jauali a criação de uma nova fortaleza. Jauali retornou à Mesopotâmia Superior competiu com Raduano de Alepo. Balduíno enviou-lhe uma caravana contendo ajuda financeira, que Raduano interceptou e pilhou. Jauali tomou a fortaleza de Balis em setembro de 1108. Temendo uma retaliação de Balis, Raduano aliou-se a Tancredo e entrou no Condado de Edessa. A batalha acontece perto de Turbessel, entre Raduano e Tancredo contra Balduíno e Jauali. Os últimos estavam vencendo, mas então os turcomanos de Jauali cederam à tentação de saquear e dispersaram. Balduíno recuou para Edessa, enquanto Jauali fugiu. Jauali foi até a corte do sultão Maomé I. O último o perdoou e o nomeou governador de uma província da Pérsia.